# Surf City (El Salvador)
Surf City, también denominado Surf City El Salvador, es una iniciativa estratégica de desarrollo turístico promovida por el Gobierno de El Salvador bajo la administración del presidente Nayib Bukele. El proyecto tiene como objetivo principal la modernización y promoción integral del litoral salvadoreño, mediante la mejora de infraestructura, servicios y accesibilidad en diversas playas del país.
La iniciativa abarca una amplia franja costera que incluye playas ubicadas en los departamentos de Ahuachapán, Sonsonate, La Libertad, La Paz, San Miguel, Usulután y La Unión. Surf City busca posicionar a El Salvador como un destino internacional de referencia para el surf y el turismo costero, aprovechando las condiciones naturales favorables para la práctica de deportes acuáticos, así como fomentando el desarrollo económico local a través del turismo sostenible.
Desde el lanzamiento de la iniciativa Surf City en 2019, El Salvador ha albergado una serie de eventos internacionales que han consolidado su reputación como destino de clase mundial para el surf. Entre los torneos más destacados se encuentran los ISA World Surfing Games en 2021 y 2023, ambos clasificatorios para los Juegos Olímpicos de Tokio y París, respectivamente. También se han realizado campeonatos juveniles como el ISA World Junior Surfing Championship en 2022 y competencias de longboard como el ISA World Longboard Surfing Championship en 2023 y 2024. Además, el país ha sido sede del Surf City El Salvador Pro, una parada oficial del Championship Tour de la World Surf League (WSL), y ha incluido el surf como disciplina oficial durante los Juegos Centroamericanos y del Caribe 2023. Torneos regionales como el ALAS Pro Tour, con presencia constante desde 2022, han complementado la agenda anual, reuniendo a cientos de surfistas de toda América Latina. Estas competencias han posicionado a playas como El Sunzal, La Bocana y Punta Roca entre las más reconocidas del circuito internacional.

## Fases

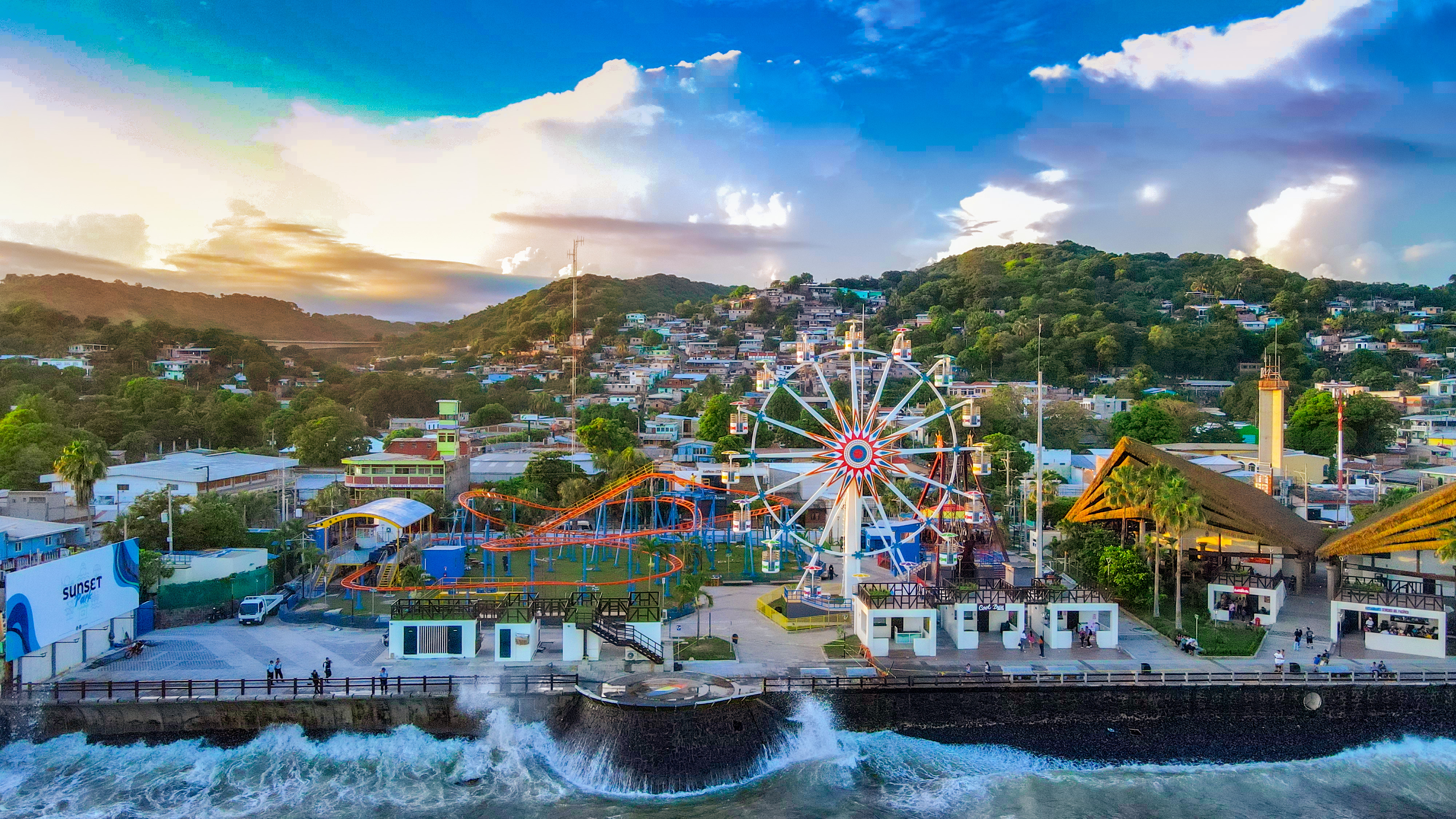
El Parque de Diversiones Sunset Park en El Salvador.

Surf City: Constituye la etapa inicial del proyecto turístico integral promovido por el Gobierno de El Salvador, bajo la presidencia de Nayib Bukele, con el objetivo de transformar la zona costera en un destino turístico de clase mundial. Inaugurada en febrero de 2021, esta fase se centra en el departamento de La Libertad e incluye obras estratégicas de infraestructura y desarrollo urbano. Entre ellas destaca el proyecto Camino a Surf City, que contempla la ampliación de la carretera desde Zaragoza hasta La Libertad y la construcción del Bypass La Libertad, mejorando significativamente la conectividad hacia la costa. También se han desarrollado espacios turísticos como el Parque de Diversiones Sunset Park, el Gastro-Lab Surf City, y el Parque de Aventuras Surf City Walter Thilo Deininger. Asimismo, se modernizaron infraestructuras clave como el nuevo muelle del Puerto de La Libertad, el Muelle Artesanal, el malecón ecológico de playa El Tunco y el Mercado del Mar. La fase incluye además plantas de tratamiento de aguas residuales para la conservación ambiental y proyectos en ejecución como la ampliación de la carretera litoral, el cableado subterráneo y otras mejoras urbanas. Esta primera fase sienta las bases para consolidar el litoral occidental como un corredor turístico sostenible y competitivo.
Surf City II: Esta etapa fue inaugurada el 3 de abril de 2025. A diferencia de la primera fase, centrada en las playas del departamento de La Libertad, como El Tunco y El Zonte, esta nueva iniciativa se orienta hacia el desarrollo de la infraestructura turística en la región oriental del país, específicamente en los departamentos de Usulután, San Miguel y La Unión. El proyecto incluye la construcción de una carretera de 13 kilómetros que conectará 11 playas entre Usulután y San Miguel, con una inversión de 41 millones de dólares. La vía cuenta con siete puentes, diez paradas de autobuses, una ciclovía, iluminación y miradores, con el objetivo de facilitar el acceso a destinos clave como Punta Mango y de potenciar el turismo costero, en particular el surf, como motor de desarrollo económico regional y generación de empleo en las comunidades costeras del oriente salvadoreño.

## Playas destacadas
El proyecto Surf City El Salvador abarca una serie de playas reconocidas tanto a nivel nacional como internacional por sus excepcionales condiciones para la práctica del surf.

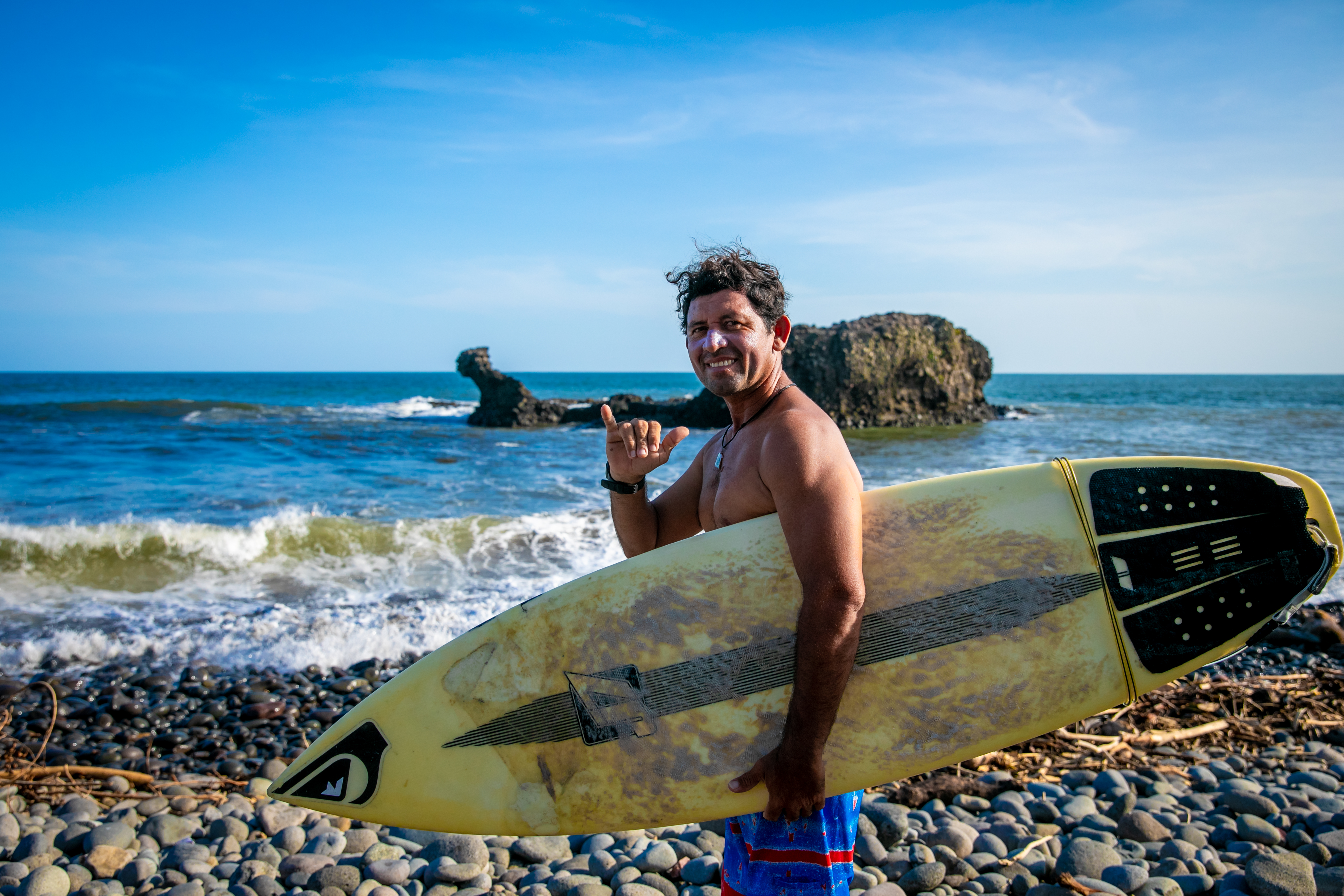
Emblemática roca que le da el nombre a la playa El Tunco.

- El Tunco: Considerada la capital del surf en El Salvador, esta playa se ubica en el departamento de La Libertad. Su nombre proviene de una gran formación rocosa, parcialmente sumergida en el mar, cuya silueta se asemejaba antiguamente a la de un tunco (término coloquial salvadoreño para referirse a un cerdo).[10]
- El Zonte: Ubicada también en La Libertad, El Zonte es una comunidad costera que ha logrado conservar su carácter bohemio y natural. Se distingue por su paisaje, enmarcado por farallones y formaciones rocosas que se extienden hacia el mar. Es uno de los puntos más icónicos del surf salvadoreño.
- Punta Roca: Situada en las inmediaciones del puerto de La Libertad, esta playa es reconocida internacionalmente por la calidad de su ola, que rompe hacia la derecha sobre un fondo rocoso. Conocida entre los surfistas locales como "La Punta", ha sido clasificada entre las diez mejores olas del mundo para la práctica del surf.[11]
- Las Flores: Localizada en el departamento de San Miguel, esta playa se caracteriza por una ensenada pintoresca que marca el inicio de una sucesión de puntas rocosas con olas de rompiente derecha. Estas condiciones son ideales para el surf, especialmente para aquellos que buscan recorrer tramos largos de costa.[12]
- El Sunzal: Es una de las playas con mayor tradición surfista en El Salvador y, según diversas fuentes, el lugar donde se practicó este deporte por primera vez en el país. Desde finales de la década de 1960, cuando surfistas norteamericanos comenzaron a llegar en busca de la “ola perfecta”, El Sunzal ha sido un punto clave para el desarrollo del surf en la región.
- Punta Mango: Esta playa se encuentra en una zona remota del oriente salvadoreño y, durante años, solo fue accesible por vía marítima desde Las Flores o El Cuco, en 2025 fue incluida en el circuito Surf City II. Es apreciada por sus olas potentes y constantes, lo que la convierte en un lugar ideal para surfistas experimentados.[13]

## Surf en El Salvador

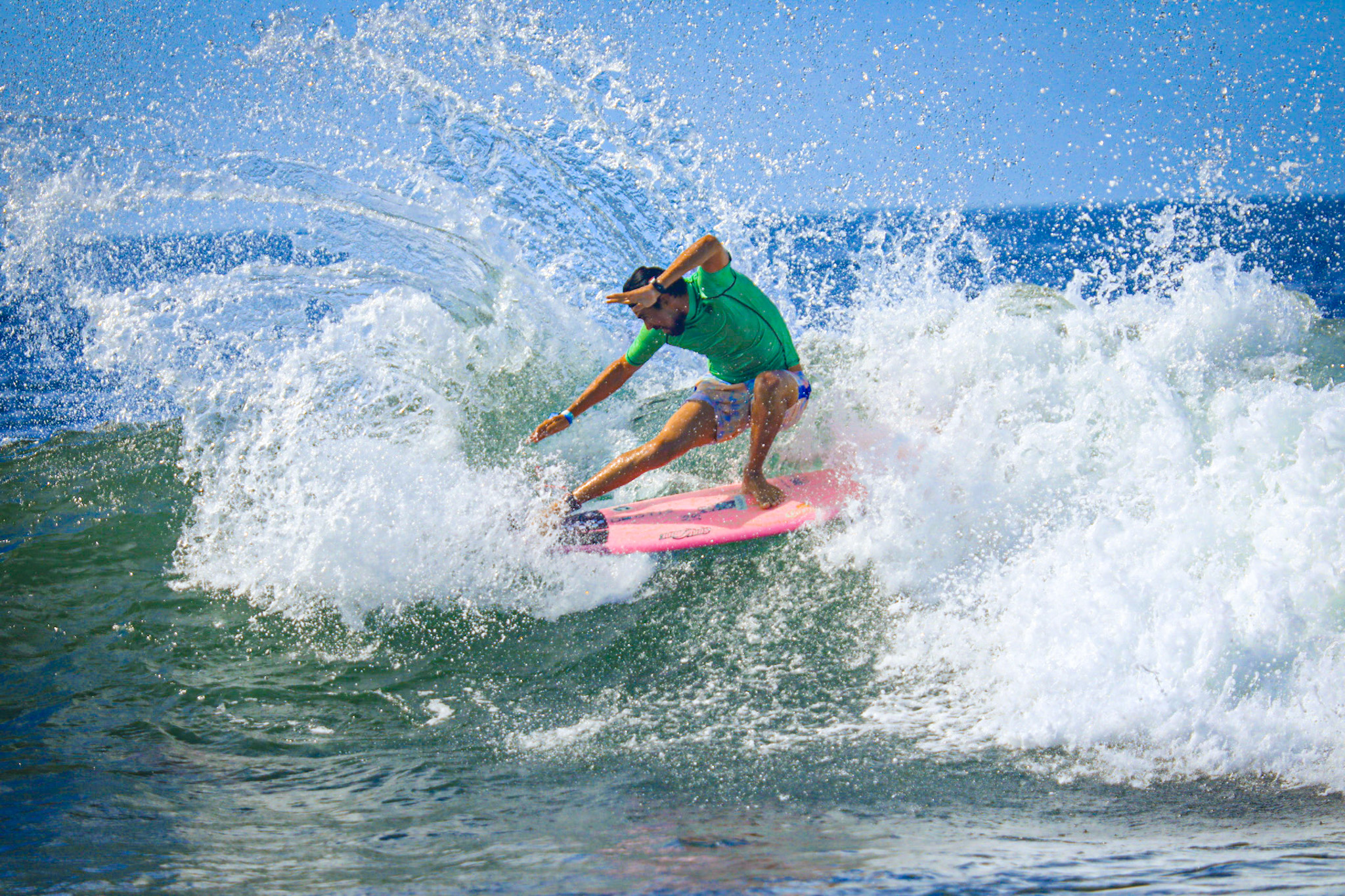
Bryan Pérez durante los ISA World Surfing Games 2023.

En la última década, el surf en El Salvador ha experimentado un notable crecimiento tanto a nivel deportivo como turístico. Este auge ha estado impulsado por iniciativas como el proyecto Surf City, que busca posicionar al país como un destino de clase mundial para la práctica del surf, atrayendo eventos internacionales, inversión extranjera y promoviendo el desarrollo sostenible en las comunidades costeras.
Uno de los pilares de este impulso ha sido el talento de surfistas salvadoreños que han ganado reconocimiento internacional. Entre ellos destaca Bryan Pérez, originario de Punta Roca, quien se ha convertido en uno de los máximos representantes del surf salvadoreño. Pérez ha participado en competencias del circuito mundial, incluyendo los Juegos Panamericanos de Lima 2019, donde ganó la medalla de bronce, y el ISA World Surfing Games, donde buscó la clasificación a los Juegos Olímpicos. Su historia de superación y sus logros lo han convertido en un referente para las nuevas generaciones.
Otra figura emblemática es Katherine Díaz, quien también formaba parte de la selección nacional de surf y era ampliamente reconocida por su carisma, disciplina y pasión por el deporte. Su trágico fallecimiento en 2021, mientras entrenaba en la playa El Tunco, conmocionó al país y a la comunidad internacional del surf. En su honor, se han realizado torneos y homenajes que mantienen vivo su legado como una inspiración para mujeres surfistas y para el deporte salvadoreño en general.
Durante este período, El Salvador ha sido sede de competencias de alto nivel como el ISA World Surfing Games 2021 y 2023, consolidándose como un escenario competitivo de calidad mundial. Este dinamismo ha contribuido al crecimiento del surf como una disciplina deportiva formal, con más apoyo institucional, programas de desarrollo juvenil y una creciente presencia femenina en las competencias.